# Alguma Coisa assim
Alguma Coisa assim é um curta-metragem brasileiro de 2006, dirigido por Esmir Filho.

## Sinopse
Caio (André Antunes) e Mari (Caroline Abras), dois adolescentes, saem à noite pelas ruas de São Paulo em busca de diversão. Entre sons e silêncios, descobrem mais sobre si mesmos.

## Prêmios
Vencedor do prêmio de melhor roteiro para curta-metragem na Semana Internacional da Crítica do Festival de Cannes 2006 e dos Kikitos de melhor curta, direção e atriz, na categoria 35mm, no Festival de Gramado 2006.